# Corey Hart
Pour les articles homonymes, voir Hart.
Cet article concerne le musicien. Pour le joueur de baseball, voir Corey Hart (baseball). Pour le patronyme, voir Hart.
Corey Mitchell Hart (né le 31 mai 1962 à Montréal) est un auteur-compositeur-interprète, pianiste et producteur de musique canadien du Québec. 

## Biographie
Corey Hart est le plus jeune des cinq enfants de Mina (née Weber) et Robert Hart. Trois de ses grands-parents sont d'origine juive, sauf sa grand-mère paternelle, qu'il croit être chrétienne.
Les parents de Corey Hart se séparent lorsqu'il avait 10 ans. Il a ensuite vécu avec sa mère et son frère aîné Robbie à Montréal. Il avait une relation particulièrement étroite avec sa mère, à qui son premier album First Offense était dédié. Il avait peu de contacts avec son père, et cela se reflète dans certaines de ses compositions, comme la chanson Reconcile de 1998.
Il grandit en Espagne, au Mexique et aux États-Unis, mais revient à Montréal pendant sa jeunesse. Son premier album First Offense, sorti en 1982, contient le super hit Sunglasses at Night. L'album en question obtient beaucoup de succès au Canada et aux États-Unis, endroits de prédilection pour la carrière de Hart. On notera sur cet album la présence du guitariste Eric Clapton au dobro sur la chanson Jenny Fey, ainsi que de Paul Burgess de 10cc, à la batterie et aux percussions. Corey a écrit plusieurs chansons pour d'autres artistes, notamment pour Céline Dion. Il commence à fréquenter la chanteuse québécoise Julie Masse en 1994, pendant qu'il réalisait l'album Circle Of One de celle-ci.
Corey se retire de la musique en 2000 après avoir épousé Julie Masse. Ils vivent aux Bahamas depuis cette année-là. Ils ont quatre enfants : ses filles India, River, Dante et son fils Rain.
En 2014, Corey Hart revient avec l'album Ten Thousand Horses, version numérique, sur lequel Julie Masse l'accompagne en chantant en français Dix mille chevaux (adaptée par la parolière Martine Pratte). Cet album marque également le retour de Corey Hart sur scène pour un spectacle d'adieu au Centre Bell en juin 2014.
À l'occasion, Corey propose ses chansons à différents interprètes québécois avec sa complice, la parolière Martine Pratte.
En 2019, il sera intronisé au Panthéon de la musique canadienne.

## Discographie

### Albums
- First Offense (1984)
- Boy in the Box (1985)
- Fields of Fire (1986)
- Young Man Running (1988)
- Bang (1990)
- Corey Hart: The Singles (1991)
- Attitude and Virtue (1992)
- Corey Hart (1996)
- Jade (1998)

The thousand horses (Corey Hart) (2014)

### Singles
- "Sunglasses At Night" (1984) (#7 US)
- "She Got The Radio" (1984)
- "It Ain't Enough" (1984) (#17 US)
- "Lamp at Midnite" (1985)
- "Never Surrender" (1985) (#3 US)
- "Boy In the Box" (1985) (#26 US)
- "Everything In My Heart" (1985) (#30 US)
- "Eurasian Eyes" (1986) (aussi présent sur la bande sonore du film 9 semaines 1/2 (Nine ½ Weeks)
- "I Am By Your Side" (1986) (#18 US)
- "Can't Help Falling In Love" (1986) (#24 US)
- "Dancin' With My Mirror" (1987)
- "Take My Heart" (1987)
- "Too Good To Be Enough" (1987)
- "In Your Soul" (1988) (#38 US)
- "Spot You In A Coalmine" (1988)
- "A Little Love" (1990) (#37 US)
- "92 Days Of Rain" (1992)
- "Baby When I Call Your Name" (1992)
- "Black Cloud Rain" (1996)
- "Tell Me" (1997)
- "Third Of June" (1997)

## Corey Hart etCéline Dion
En 1997, Corey Hart participe au succès international Let's Talk about Love, album anglophone de Céline Dion. Il écrit et produit Miles to Go (Before I Sleep)), ainsi que  Where is the Love. En 2001, il participe à l'album A New Day Has Come en écrivant la chanson Prayer.

## Lauréat et nomination

### Gala de l'ADISQ
| Année | Catégorie                                                                        | Pour                             | Résultat   |
| ----- | -------------------------------------------------------------------------------- | -------------------------------- | ---------- |
| 1984  | microsillon de l'année - rock                                                    | First Offense                    | lauréat    |
| 1984  | révélation de l'année                                                            | Corey Hart                       | nomination |
| 1985  | artiste québécois s'étant le plus illustré hors-Québec dans le marché anglophone | Corey Hart                       | lauréat    |
| 1985  | auteur et/ou compositeur de l'année                                              | Corey Hart pour Never surrender  | nomination |
| 1985  | interprète masculin de l'année                                                   | Corey Hart                       | lauréat    |
| 1985  | microsillon de l'année/auteur compositeur interprète                             | Boy in the box                   | lauréat    |
| 1985  | spectacle de l'année - musique et chansons rock                                  | Corey Hart, live at the Spectrum | lauréat    |
| 1986  | artiste québécois anglophone de l'année                                          | Corey Hart                       | nomination |
| 1987  | artiste - groupe anglophone de l'année                                           | Corey Hart                       | nomination |
| 1987  | microsillon de l'année - anglophone                                              | Fields of fire                   | nomination |
| 1988  | microsillon de l'année - pop et rock de langue anglaise                          | Young man running                | nomination |
| 1989  | artiste ou formation anglophone de l'année                                       | Corey Hart                       | nomination |
| 1990  | artiste ou formation anglophone de l'année                                       | Corey Hart                       | nomination |
| 1997  | artiste québécois s'étant le plus illustré dans une autre langue que le français | Corey Hart                       | nomination |

### Grammy Awards[11]
| Année | Catégorie               | Pour       | Résultat   |
| ----- | ----------------------- | ---------- | ---------- |
| 1985  | meilleur nouvel artiste | Corey Hart | nomination |

### Prix Juno[12]
| Année | Catégorie                         | Pour                                                                                 | Résultat   |
| ----- | --------------------------------- | ------------------------------------------------------------------------------------ | ---------- |
| 1984  | compositeur de l'année            | Corey Hart pour Sunglasses at night                                                  | nomination |
| 1984  | chanson de l'année                | Sunglasses at night                                                                  | nomination |
| 1985  | interprète masculin de l'année    | Corey Hart                                                                           | nomination |
| 1985  | compositeur de l'année            | Corey Hart                                                                           | nomination |
| 1985  | album de l'année                  | Boy in the box                                                                       | nomination |
| 1985  | chanson de l'année                | Never surrender                                                                      | lauréat    |
| 1985  | meilleur vidéoclip                | Corey Hart et Rob Quartly pour Never surrender                                       | nomination |
| 1986  | compositeur de l'année            | Corey Hart                                                                           | nomination |
| 1986  | chanson de l'année                | Everything in my heart                                                               | nomination |
| 1987  | artiste canadien de l'année       | Corey Hart                                                                           | nomination |
| 1987  | interprète masculin de l'année    | Corey Hart                                                                           | nomination |
| 1987  | album de l'année                  | Fields of fire                                                                       | nomination |
| 1987  | chanson de l'année                | Can't help falling in love                                                           | nomination |
| 1993  | interprète masculin de l'année    | Corey Hart                                                                           | nomination |
| 1997  | interprète masculin de l'année    | Corey Hart                                                                           | nomination |
| 1997  | producteur de l'année             | Corey Hart pour Black cloud rain et Simplicity                                       | nomination |
| 1998  | producteur de l'année             | Corey Hart pour Miles to Go (Before I Sleep) et Where is the love (pour Céline Dion) | nomination |
| 1999  | meilleur interprète masculin      | Corey Hart                                                                           | nomination |
| 2003  | enregistrement dance de l'année   | Sunglasses at night 2002 (avec Original 3)                                           | nomination |
| 2019  | panthéon de la musique canadienne | Corey Hart                                                                           | lauréat    |